# 第四次成都戰鬥
第四次成都戰鬥發生於1921年2月21日－5月11日，地點則是在中國川西。是北洋政府時期內戰之一，也是川軍內鬨戰鬥之一。交戰兩方為本來合作擊退滇軍的靖川軍劉存厚部及川軍熊克武部。戰鬥末了，靖川軍失敗，川軍熊克武部攻佔成都。